# Махмуд Шевкет-паша
Махму́д Шевке́т-паша́ (тур. Mahmud Şevket-paşa, 1856, Багдад — 11 июня, 1913, Стамбул) — военный и политический деятель Османской империи чеченского происхождения, Великий визирь Османской империи. Адмирал.

## Биография
Родился в 1856 году в Багдаде. Его семья имеет чеченские корни, дед переселился из Тифлиса в Ирак, где представители рода несколько поколений занимали высшие руководящие посты. После окончания школы в Багдаде поступил в Военную академию в Стамбуле. С 1882 года — на военной службе. Некоторое время изучал военное дело во Франции, служил на Крите, потом стал преподавать в Военной Академии. Работал вместе с фон дер Гольцем, был в составе комиссии по закупкам вооружений в Германии.
В 1899 году стал бригадным генералом и был назначен главой Экзаменационной комиссии. С 1905 года — губернатор Косово. После младотурецкой революции 1908 года возглавил 3-ю армию, базировавшуюся в Фессалонике. Во время подавления путча 1909 года возглавил «Армию действия», взявшую Стамбул и подавившую мятеж.
В 1910 году Махмуд Шевкет стал военным министром и генеральным инспектором 1-й, 2-й и 3-й армий. Ему пришлось заниматься подавлением восстаний в Албании и Аравии. В 1911 году Махмуд Шевкет создал ВВС Османской империи. После поражения в войне с Италией в июле 1912 года был смещён с поста военного министра (этот пост занял Назым-паша), к власти в стране пришли либералы. После поражения страны в Первой Балканской войне младотурки вновь взяли власть, и 23 января 1913 года Махмуд Шевкет-паша был назначен великим визирем, министром иностранных дел и военным министром. 11 июня 1913 года был убит одним из родственников Назым-паши в отместку за гибель последнего во время государственного переворота в Османской империи.